# David Browning
David Browning   (Boston, 5 de juny de 1931 - Rantoul, 13 de març de 1956) fou un saltador estatunidenc que va competir durant la dècada de 1950.
El 1952 va prendre part en els Jocs Olímpics d'Estiu de Hèlsinki, on guanyà la medalla d'or en la competició del salt de trampolí de 3 metres del programa de salts. Després de la seva victòria olímpica va ser detingut mentre pujava a una asta per robar una bandera olímpica.
El gener de 1953 es va graduar en gestió empresarial per la Universitat de Texas a Austin. El juny de 1955 va rebre les ales com a pilot a la marina dels Estats Units a Pensacola, Florida. El 13 de març de 1956, mentre participava en un vol d'entrenament, el seu avió es va estavellar prop de Rantoul, Kansas, i hi va morir.
El 1975 fou inclòs a l'International Swimming Hall of Fame.